# Bonita of El Cajon
Pour les articles homonymes, voir Bonita.
Bonita of El Cajon est un film muet américain  réalisé par Allan Dwan et sorti en 1911.

## Synopsis
Bonita est la fille d'un chef de brigands. Elle n'a jamais connu de compagnie féminine et a grandi dans le camp de son père, libre comme un oiseau. Un jour, le second de la bande décide de transgresser la loi et descend de la montagne…

## Fiche technique
- Réalisation : Allan Dwan
- Date de sortie : États-Unis : 28 décembre 1911

## Distribution
- Jessalyn Van Trump : Bonita
- J. Warren Kerrigan : Jack Dickson
- Jack Richardson : le second
- George Periolat : le père de Bonita